# Stoltz & Frères
Stolz & Frères est le nom de la société créée en 1874 par Eugène et Édouard, deux fils du facteur d'orgues Jean-Baptiste Stoltz.
Cette entreprise continua son activité jusqu'en 1910.

## Réalisations
- L’orgue de Pleaux[3].